# Coloeus dauuricus
La taccola della Dauria (Coloeus dauuricus (Pallas, 1776)) è un uccello passeriforme appartenente alla famiglia Corvidae.

## Etimologia
Il nome scientifico della specie, dauuricus, è legato alla Dauria, nome con il quale era conosciuta l'attuale regione della Transbaikalia.

## Descrizione

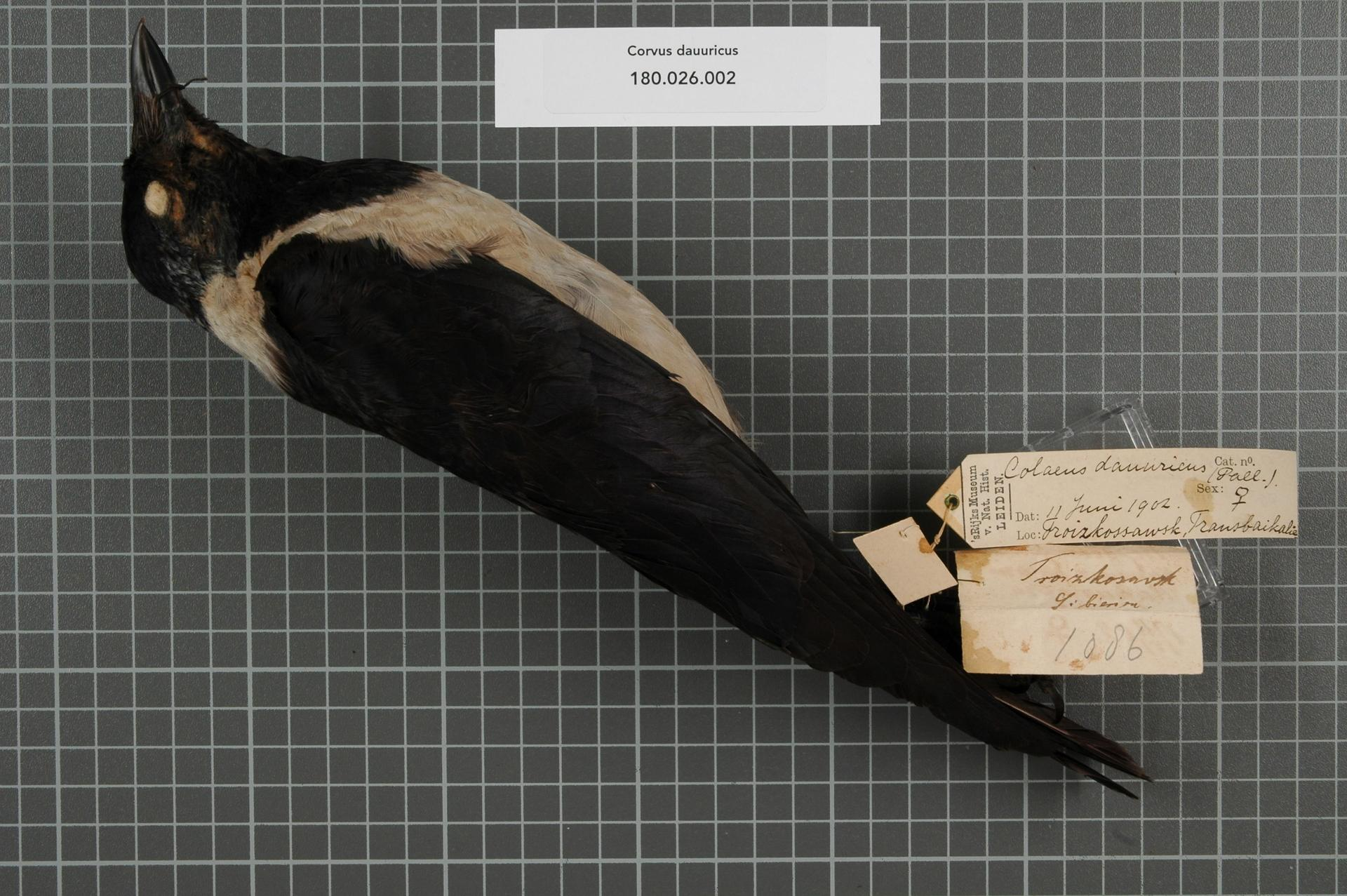
Veduta laterale di femmina impagliata.

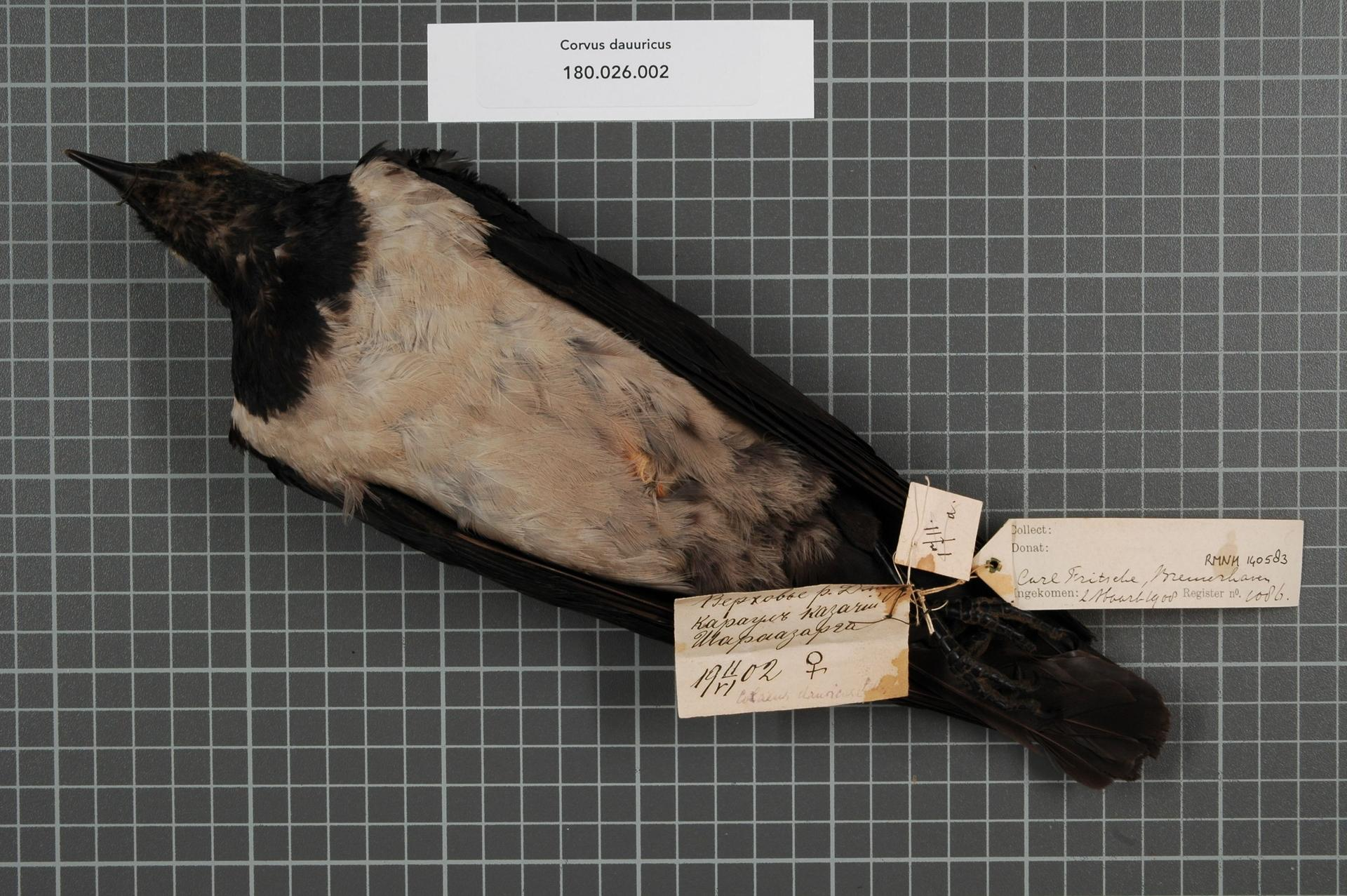
Veduta ventrale di femmina impagliata.

### Dimensioni
Misura 34-36 cm di lunghezza, per 110-275 g di peso ed un'apertura alare di 67-74 cm.

### Aspetto
Si tratta di uccelli robusti, dalla grossa testa arrotondata con collo taurino, occhi frontali, becco conico robusto e allungato dalla punta lievemente adunca, forti zampe, lunghe ali digitate e coda dall'estremità squadrata: nel complesso, la taccola della Dauria è praticamente identica nell'aspetto all'affine taccola eurasiatica, dalla quale si differenzia per la livrea e l'iride scura.
Il piumaggio si presenta di colore nero su testa (fronte, vertice, faccia, guance, mento e gola, generalmente con presenza di sfumature tendenti al grigio nell'area temporale e periauricolare), dorso, ali, sottocoda, coda e parte piumata delle zampe, mentre nuca, collo, area scapolare, petto e ventre sono di colore grigio-biancastro, con estensione e tonalità anche piuttosto variabili a livello individuale.
Il becco e le zampe sono di colore nerastro, mentre gli occhi sono di colore bruno-nerastro.

## Biologia

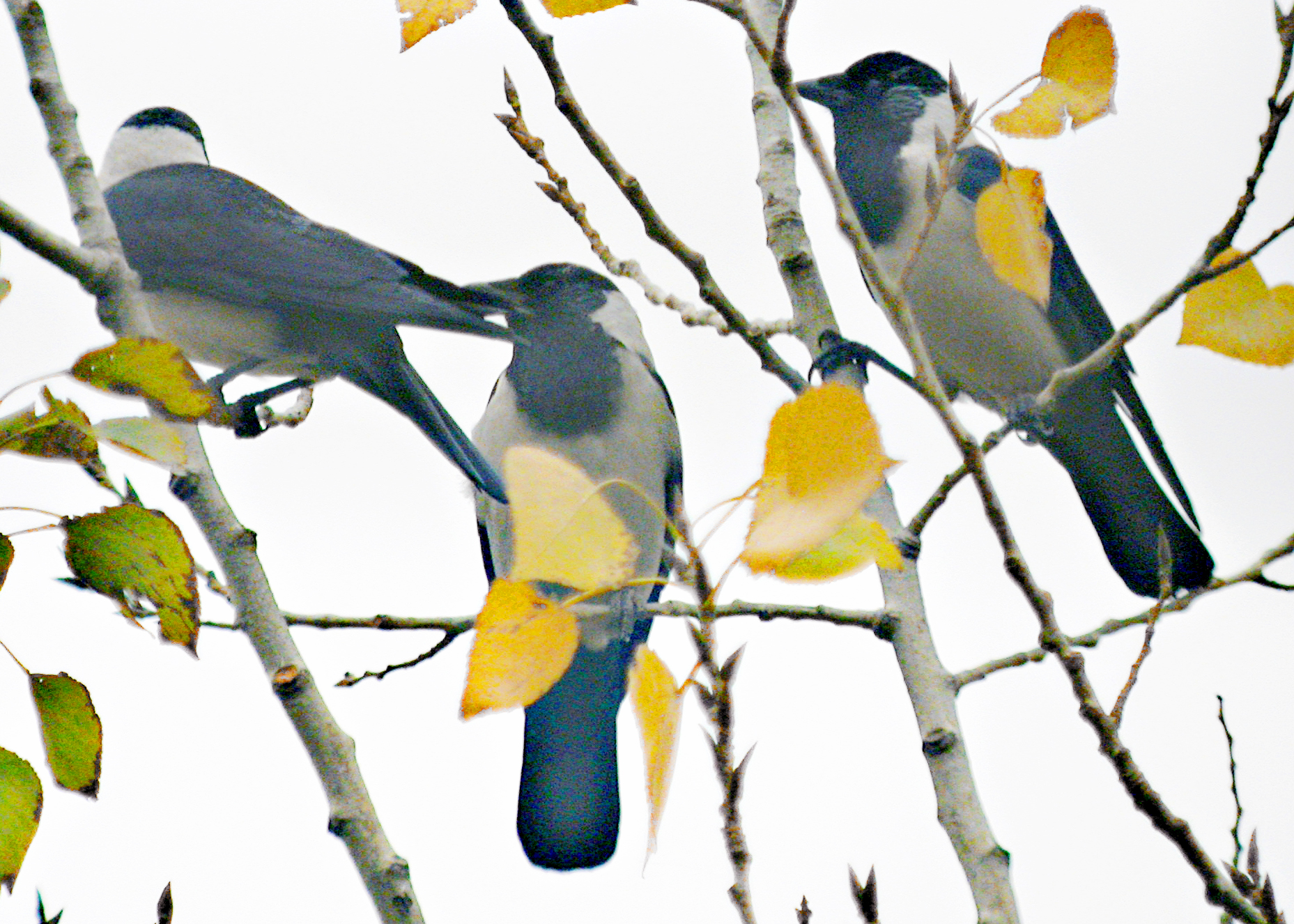
Gruppo nei pressi di Pechino.

La taccola della Dauria è un uccello diurno e molto socievole, che vive in stormi a base familiare, formati da coppie di varie età (spesso in associazione con altri corvidi, come il corvo comune e il corvo dal collare) fra le quali vige una rigida gerarchia basata sull'età e sul sesso. Gli stormi passano la maggior parte della giornata alla ricerca di cibo al suolo o fra i cespugli, per poi fare ritorno al tramonto verso posatoi ben riparati fra le costruzioni o gli alberi, dove passare la notte al riparo dalle intemperie e da eventuali predatori.
Il richiamo di questi uccelli è molto simile a quello della taccola eurasiatica.

### Alimentazione
Si tratta di uccelli onnivori, che si nutrono soprattutto di cibo di origine vegetale (in massima parte semi e granaglie, ma anche foglioline tenere, bacche e frutti), ma che non disdegnano di integrare di tanto in tanto la propria dieta con insetti, invertebrati, uova, piccoli vertebrati e carne proveniente da carcasse. La taccola della Dauria, inoltre, attinge senza problemi quando possibile dai rifiuti lasciati dall'uomo per ricavare cibo.

La componente animale della dieta aumenta sensibilmente durante il periodo riproduttivo, quando il fabbisogno energetico risulta accresciuto.

### Riproduzione

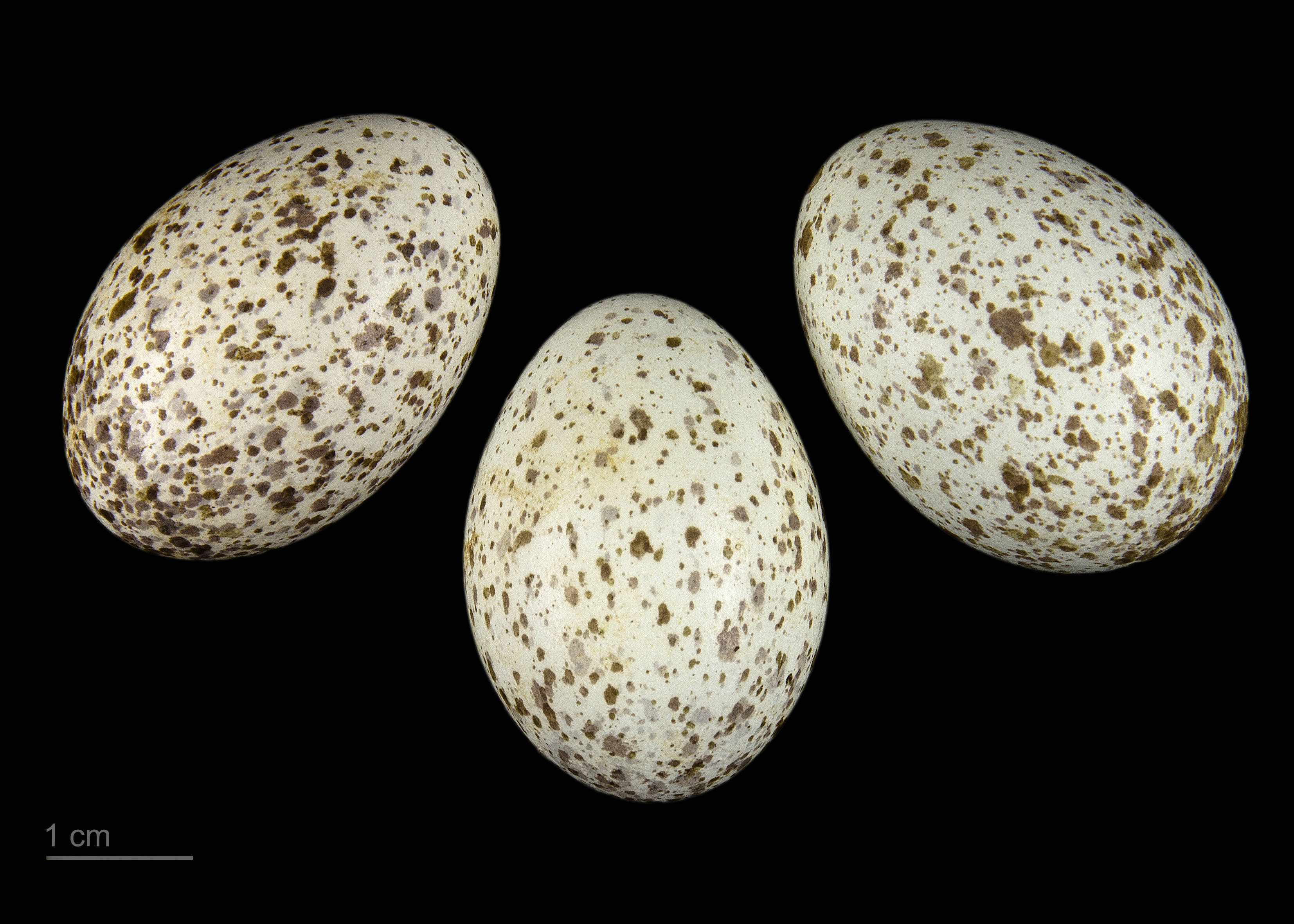
Uovo di Coloeus dauuricus - Museo di Tolosa

La stagione riproduttiva va da maggio ad agosto inoltrato, cominciando più tardi (anche due mesi dopo) nel freddo sud-ovest dell'areale: si tratta di uccelli monogami, le cui coppie rimangono insieme per anni e a volte per la vita.
I due sessi collaborano nelle varie fasi dell'evento riproduttivo: essi infatti scelgono insieme l'ubicazione dei nidi (in cavità della roccia o degli alberi, ma anche nelle crepe o nelle tubature di edifici abbandonati, generalmente in piccole colonie con le altre coppie dello stesso stormo), insieme li costruiscono (il nido ha forma di coppa e viene edificato intrecciando grossolanamente rametti e stecchini, foderando l'interno con radichette e fibre vegetali) ed insieme imbeccano e accudiscono i nidiacei, che restano sotto la loro protezione per un paio di mesi prima di rendersi indipendenti, ed anche allora difficilmente lasciano lo stormo natio, socializzando con gli altri giovani coevi. La cova, invece, è appannaggio della sola femmina, sebbene il maschio (talvolta coadiuvato da altri membri dello stormo, solitamente figli di covate precedenti della coppia non ancora riprodottisi) si occupi di reperire il cibo per imbeccare la femmina intenta a covare e di scacciare aggressivamente gli eventuali intrusi.

## Distribuzione e habitat
La taccola della Dauria (come intuibile sia dal nome comune che dal nome scientifico) è diffusa dalle sponde nord-orientali del lago Bajkal ad est fino allo stretto dei Tartari e a sud fino allo Shandong e al sud-est del Tibet: le popolazioni centrali e occidentali sono in genere residenti, mentre quelle settentrionali possono migrare durante l'inverno in direttrice sud-est, nella penisola di Corea, a Kyūshū e a sud fino al Fujian e a Taiwan. Alcuni esemplari sono stati trovati addirittura in Europa occidentale.
L'habitat di questi uccelli è costituito dalle aree aperte erbose e coltivate con presenza di macchie boschive, nonché dalle aree disboscate o di ricrescita secondaria sul limitare dei boschi, dalla foresta ripariale e finanche dalle aree antropizzate con presenza di verde.

## Tassonomia
Sebbene alcuni autori tendano a considerarla una sottospecie della pur molto affine taccola eurasiatica, la taccola della Dauria rimane piuttosto distinta rispetto a quest'ultima, tanto che nella piccola area in Mongolia dove gli areali delle due specie vengono a sovrapporsi non si registra ibridazione e si hanno solo pochi casi di coppie miste.

In passato venivano riconosciute le sottospecie griseiventris, nigriventris, fuscicollis e khamensis, nonché una specie a sé stante, C. neglectus, tutte rivelatesi morfi individuali, con la specie che è monotipica.